# Schmidt (eiland)
Schmidt (Russisch: остров Шмидта; ostrov Sjmidta) is het noordwestelijkste eiland van de Russische archipel Noordland (Severnaja Zemlja), gelegen in de Karazee. Aan de zuidoostzijde wordt het gescheiden van het eiland Komsomolets door de Straat Belobrov (ca. 30 km). Het eiland heeft een oppervlakte van 467 km² en wordt bijna volledig overdekt door de Schmidtgletsjer (ijskap), die oploopt tot 325 meter in het centrale deel van het eiland. De rotsachtige bodem steekt enkel aan zeezijde op sommige punten door de gletsjer.
Het eiland werd voor het eerst onderzocht in 1930 door een expeditie op de stoomboot Grigori Sedov onder leiding van de Russische poolonderzoeker Otto Schmidt, naar wie het eiland ook is vernoemd.